# 深い準位
半導体における深い準位とは、不純物などの欠陥がバンドギャップ中に作るエネルギー準位で、特に伝導帯や価電子帯からエネルギー的に離れているものを指す。深い準位を占有した電子（または正孔）が伝導帯（または価電子帯）へ遷移するために必要なエネルギーは、熱エネルギーkTよりも遥かに大きい。そのため大きな光エネルギーや熱エネルギーを与えない限り、電子（または正孔）は深い準位から抜け出せない。このことを深い準位にトラップされたと言う。
伝導帯の電子と価電子帯の正孔は、深い準位を中間状態として再結合することができる。
その結果、電荷キャリアの非輻射寿命を短くし、Shockley–Read–Hall過程を通して少数キャリアの再結合を加速させるため、半導体デバイス性能に悪影響を与える。
たとえばドーピングによって電子または正孔が与えられても深い準位による再結合で消滅してしまう。つまり深い準位はドーピングを阻害する。
また深い準位はトランジスタ、発光ダイオードなどのデバイスや光エレクトロニクスデバイスの動作も阻害する。
シリコン中に深い準位を作る元素として、鉄、ニッケル、銅、金、銀などがある。
一般的に遷移金属は深い準位を作るが、アルミニウムなどの軽金属は作らない。
結晶の表面状態と結晶欠陥も深い準位で重要な役割を果たす。